# Michael John O'Leary
Michael John O'Leary VC (29 de setembro de 1890 – 2 de agosto de 1961) foi um Irlandês dignitário da Cruz Vitória, o mais prestigiado prêmio por bravura em face ao inimigo que pode ser atribuído a um soldado Britânico ou da Commonwealth. O'Leary, ganhou o prêmio sozinho, pelo ataque e a destruição de dois banker alemães por metralhadora da aldeia francesa de Cuinchy, em uma operação ocorrida na Frente Ocidental durante a Primeira Guerra Mundial.